# Nesioneta benoiti
Nesioneta benoiti is een spinnensoort in de taxonomische indeling van de hangmatspinnen (Linyphiidae).
Het dier behoort tot het geslacht Nesioneta. De wetenschappelijke naam van de soort werd voor het eerst geldig gepubliceerd in 1978 door van Helsdingen.